# Ben W. Hooper

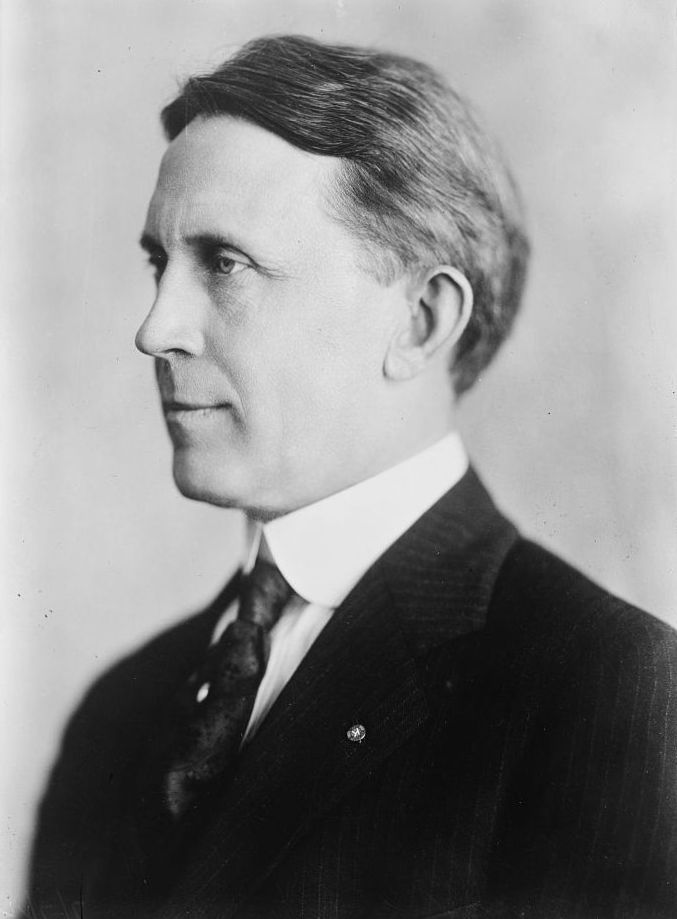
Ben W. Hooper

Ben Walter Hooper (* 13. Oktober 1870 im Cocke County, Tennessee; † 18. April 1957 in Newport, Tennessee) war ein US-amerikanischer Politiker und 35. Gouverneur von Tennessee.

## Frühe Jahre
Der spätere Gouverneur Ben Hooper wurde als außereheliches Kind von Sarah Wade und Lemuel Washington Hooper geboren. Er wuchs zunächst bei seiner Mutter auf, die ihn 1878 in Knoxville in ein Waisenhaus gab. Ein Jahr später wurde er von seinem Vater adoptiert und in dessen Haus in Newport aufgezogen. Erst zu diesem Zeitpunkt erhielt der Junge den Nachnamen Hooper. 1890 absolvierte Ben Hooper das Carson-Newman College und begann ein Jurastudium, wie fast alle späteren Gouverneure von Tennessee. 1894 wurde er als Rechtsanwalt zugelassen.

## Politischer Aufstieg
1893 bis 1897 war er für zwei Legislaturperioden im Abgeordnetenhaus von Tennessee. Gleichzeitig war er in Newport als Rechtsanwalt und im Immobiliengeschäft tätig. Während des 1898 ausgebrochenen Spanisch-Amerikanischen Krieges war er Hauptmann einer Freiwilligen Kompanie. Nach dem Krieg war er wieder Anwalt und Geschäftsmann in Newport, bis er 1906 zum stellvertretenden Staatsanwalt für den Osten von Tennessee ernannt wurde. Diesen Posten hatte er bis 1910. Dann wurde er von der Republikanischen Partei für das Amt des Gouverneurs von Tennessee nominiert.

## Gouverneur von Tennessee
Der Zeitpunkt der Wahl war für ihn und die Republikanische Partei sehr günstig, weil die Demokraten untereinander zerstritten waren. Dabei ging es unter anderem um ein umstrittenes Prohibitionsgesetz und das Verhalten des amtierenden Gouverneurs Malcolm R. Patterson. Hooper, einem Anhänger des Prohibitionsgesetzes, gelang es, viele gleichgesinnte demokratische Wähler auf seine Seite zu ziehen und die Wahlen relativ leicht zu gewinnen. Obwohl es auch in seiner Amtszeit zu tumultartigen Szenen in der politischen Landschaft Tennessees kam, war der Gouverneur in einigen Bereichen erfolgreich. So verbesserte er die Arbeitsbedingungen und Sicherheitsvorschriften der Minenarbeiter. Das öffentliche Schulsystem wurde weiter ausgebaut, der Kinderarbeit in Fabriken und Minen wurden gesetzliche Schranken auferlegt, Kriegswitwen erhielten Pensionen. Auch die Verwaltung wurde modernisiert und einige Abteilungen neu gegründet. Bemerkenswert ist die Einführung des elektrischen Stuhls zur Hinrichtung von zum Tode verurteilten Gefangenen. Diese Hinrichtungsart, wie die Todesstrafe überhaupt, ist bis heute umstritten. 1912 wurde Hooper gegen den früheren Gouverneur Benton McMillin wiedergewählt. 1914 wollte er aus gesundheitlichen Gründen nicht mehr kandidieren. Seine Partei überredete ihn aber dann doch zu einer erneuten Kandidatur. Da aber viele demokratische Wähler sich wieder ihrer eigenen Partei zuwandten, verlor er die Wahl.

## Lebensende und Tod
Nach dem Ausscheiden aus dem Amt des Gouverneurs wurde er wieder Anwalt. Er bewarb sich 1916 und 1934 vergeblich um einen Sitz im US-Senat. 1920 wurde er Bezirksrichter in Tennessee. Präsident Warren G. Harding holte ihn in den in Chicago ansässigen sogenannten US Railroad Labor Board, dessen Vorsitzender Hooper bis 1925 wurde. Aufgabe des Gremiums war es, bei Streitigkeiten oder Arbeitskämpfen im Eisenbahngewerbe zu vermitteln. Nach seiner Rückkehr nach Tennessee gehörte er dem Planungsausschuss für den Smoky Mountains Park an. Seit 1932 war er im Zeitungswesen als einer der Direktoren und Mitherausgeber der Knoxville Times tätig. Für diese Zeitung schrieb er tägliche Artikel. Sein letztes politisches Amt hatte er 1953 als Vizepräsident eines Konvents zur Reformierung der Verfassung von Tennessee. Er starb 1957. Seine Autobiografie mit dem Titel The Unwanted Boy erschien posthum im Jahr 1963.
Hooper war mit Annabelle Jones verheiratet. Das Paar hatte sechs Kinder.